# 蘇格蘭經濟
蘇格蘭經濟和英國其他地區經濟及歐洲經濟區有密切的聯繫。自工業革命時代開始，蘇格蘭就是歐洲工業強國之一，在工業領域擁有世界領先地位。現在蘇格蘭仍然在自紡織品、威士忌、 奶油酥餅至噴氣發動機、公車、軟體、船舶、保險、金融各領域領先。和大多數工業化國家類似，工業和礦業在蘇格蘭經濟中的重要度下降，取而代之的是服務業在過去十年明顯成長，成為蘇格蘭最大的成長產業。蘇格蘭的貨幣是英鎊。